# IEC 62304
La norma internazionale IEC 62304 Medical device software — Software life cycle processes - in Italia CEI EN 62304 software per dispositivi medici - processi del ciclo di vita del software è uno standard che specifica i requisiti del ciclo di vita per lo sviluppo di software medico e software all'interno di dispositivi medici. Si è armonizzata dall'Unione Europea (UE) e degli Stati Uniti (US), e, pertanto, può essere utilizzata come un punto di riferimento per soddisfare i requisiti normativi di entrambi questi mercati.

## Implicazioni della IEC 62304 per il software
La norma IEC 62304 richiede determinate precauzioni sull'utilizzo del software, SOUP in particolare (Software Of Unknow Provenance - software di ignota o incerta provenienza). Lo standard enuncia un modello decisionale basato sul rischio quando l'uso di SOUP è accettabile, e definisce i requisiti di test del SOUP per sostenere una logica sul perché dovrebbe essere utilizzato tale software.
Secondo il progetto CEI C.1134 Guida alla gestione del software e delle reti IT-medicali nel contesto sanitario SOUP viene definito come: elemento software precedentemente sviluppato e comunemente disponibile, che non è stato realizzato allo scopo di essere incorporato in un DISPOSITIVO MEDICO (non anche come "off-the-shelf software" ovvero software commerciale disponibile) o software precedentemente sviluppato per il quale non siano disponibili le informazioni adeguate ai processi di sviluppo.

## Storia della norma
La IEC 62304 è stata pubblicata per la prima volta nel 2006.

## Cronologia
| Anno | Descrizione             |
| ---- | ----------------------- |
| 2006 | IEC 62304 (1ª Edizione) |